# Hrvatski Nogometni klub Cibalia Vinkovci
Il Hrvatski nogometni klub Cibalia, meglio noto come Cibalia (o Dinamo Vinkovci durante gli anni della Jugoslavia socialista), è una società calcistica con sede a Vinkovci, una città nella regione di Vukovar e della Sirmia in Croazia.
È stato fondato nel 1919 e attualmente milita nella Druga HNL, la seconda divisione in Croazia. Si posiziona al 29º posto nella classifica perpetua della Prva Liga Jugoslava.
Il nome "Cibalia" deriva da Colonia Aurelia Cibalae, il nome dell'insediamento romano che sorgeva nel luogo dell'attuale Vinkovci. "Cibalia" in illirico significava "collina".

## Storia
Il club viene fondato il 7 maggio 1919, su iniziativa di un gruppo di persone guidato da Slavko Janković, nell'Hotel Slavonija. Viene eletto presidente Đuro Topalović e si decide quale sarà lo statuto del club: se accademico (akademski), civico (građanski), calcistico (nogometni) o sportivo (športski), e quale sarà il nome fra Cibalia o Graničar. Prevale l'opinione di Slavko Janković, insieme a Mišo Zambeli, principale fondatore dell'assemblea fondatrice e primo capitano del club: nasce così il polisportivo Građanski športski klub Cibalia Vinkovci. I colori sociali sono il bianco ed il nero, sebbene in campo la squadra si presenti in maglia viola e pantaloni bianchi (al momento hanno solo maglie viola a disposizione). Il primo campo di gioco è a Vašarište e la prima partita viene disputata contro lo ŽŠK Vinkovci (sconfitta 2-3). Successivamente il Cibalia incrocia anche squadre di altre città come lo Slavija Osijek (al tempo la miglior squadra della Slavonia) ed il ŠK Mitrovica.
Nel 1920 vince il primo titolo: battendo il ŠK Đakovo, il Cibalia diviene campione della "Župa" (parrocchia, al tempo le sottofederazioni calcistiche sono divise in parrocchie). Nel 1921 bissa il successo e diviene anche campione della provincia di Zagabria. Poco tempo dopo GŠK Cibalia e ŽŠK si fondono nel Željezničarski građanski športski klub Cibalia (Circolo sportivo civico ferroviario Cibalia).
Nel maggio 1931 viene inaugurato il nuovo stadio a Leni, su un terreno di proprietà del comune che viene dato in affitto al Cibalia per 99 anni. Nell'estate del 1939, una tribuna di legno viene distrutta da un incendio, ma la dirigenza del club, guidata da Martin Baling, raccoglie rapidamente i fondi per costruirne una nuova. Un anno dopo il Cibalia acquista il terreno e ne diviene proprietario.
Negli anni '30 nasce la rivalità cittadina fra Cibalia (bianconeri) e Sloga (biancorossi): ai derby accorrono più di mille spettatori.
Durante la seconda guerra mondiale a Vinkovci si continua a giocare a calcio. Il 12 ottobre 1941 viene aperta una nuova tribuna da 230 posti, che mantiene lo stesso aspetto fino al 2009, quando viene distrutta da un incendio.
Nel 1943 e 1944, a causa della situazione bellica, è molto difficile giocare a calcio. Ciononostante l'attività continua, le partite vengono disputate al mattino, così da permettere ai calciatori di tornare a casa lo stesso giorno. Nel maggio 1944, nonostante le difficoltà, viene celebrato il 25º anniversario del club e viene ospitato per un'amichevole il Građanski Zagabria.
Dopo il ritiro delle forze di occupazione tedesche il 13 aprile 1945 e l'insediamento di un nuovo governo, si rinnova la vita culturale e sportiva della città. La prima seduta del Cibalia viene tenuta il 27 settembre 1945, ma è molto difficile mantenere il nome del club. Viene effettuata una fusione con il OFD Spartak (una neonata squadra concittadina) a formare il FD Graničar, che a sua volta, il 25 febbraio 1947, viene fuso con lo Sloga: viene così creata la FD Dinamo Vinkovci.
Nella stagione 1948-49 la Dinamo partecipa alla Hrvatska republička liga e raggiunge gli ottavi di Coppa di Jugoslavia. Nel 1952 milita nella Osječka podsavezna liga (sottofederazione di Osijek), nel 1953 nella lega della Slavonia, e nel 1954 vince la Podsavezna liga Slavonski Brod (sottofederazione di Slavonski Brod). Nel 1955 giunge in terza divisione e Nikola Mika Blažanin diviene presidente, carica che tiene per due decenni e mezzo.
A metà del 1961 inizia la costruzione dello stadio dove la squadra si esibisce tuttora. In due anni l'opera è completata e l'inaugurazione si tiene il 25 maggio 1963, in occasione della "Giornata della Gioventù" (in croato "Dan mladosti", per questo l'impianto viene chiamato Stadion Mladosti). Di fronte a 12000 spettatori Dinamo e Velež Mostar pareggiano 2-2.
Nella stagione 1967-68 la Dinamo vince il campionato della Slavonia, ciò gli permette di accedere agli spareggi ove supera Zara ed Orijent, accedendo così alla 2. Savezna liga. Protagonisti di questo successo sono Tonko Vukušić, Marijan Nosić, Dorđe Mirčetić, Skeleđija, Bručić e Šesto.
Nella stagione 1972-73 si piazza al settimo posto in Druga liga Nord: questo la costringe, vista la ristrutturazione del campionato di seconda divisione da 4 a 2 gironi, a disputare uno spareggio contro il Rovigno (vincitore degli spareggi croati di terza divisione). La Dinamo vince e rimane in Druga liga, ma solo per una stagione. Nel 1976 vince la Hrvatska liga (con Dražen Jerković allenatore, poi rilevato da Otto Barić) e torna in seconda divisione, fino al 1982, quando approda nella massima serie. Tomislav Ledić viene nominato presidente del club.
Nel 1977 si festeggia il 30º anniversario della Dinamo. A luglio viene disputata, di fronte a 10000 spettatori, un'amichevole contro la Dinamo Zagabria, pochi giorni dopo contro l'Hajduk Spalato e ad agosto contro l'Osijek. In quell'anno viene rinnovato lo stadio ed inizia la costruzione di due campi ausiliari.
Sotto la guida di Tonko Vukušić, la Dinamo ottiene il suo trionfo più grande: la promozione in Prva liga. Il 6 giugno 1982, di fronte a 15000 spettatori, il diretto concorrente Čelik Zenica viene schiantato 5-0 grazie a Sulejman Halilović (tripletta), Nenad Lušić e Ivica Tunjić. I protagonisti di questa trionfale stagione sono Tomislav Radić, Stevo Bogdan, Branko Mlinar, Svetozar Mirosavljević, Ilija Radić, Dušan Kesić, Nedan e Srećko Lušić, Ivica Tunjić, Milorad Rajović e Sulejman Halilović, quest'ultimo viene ricordato come il miglior giocatore della storia della Dinamo/Cibalia.
Il 5 ottobre 1990 il club torna al vecchio nome Cibalia e, essendo fra le migliori 12 squadre croate, viene inserito nella neoformata Prva HNL. L'esordio avviene il 28 febbraio 1992 contro lo HAŠK Građanski davanti a 6000 spettatori allo Stadio Maksimir (vittoria 2-0 dei zagabresi). Il Cibalia è allenato da Mile Petković con il suo assistente Stanko Mršić e schiera: Mrmić, Perišić, Jozinović, Zahirović, Raguž, Goran e Mario Meštrović, Halilović, Plavšić, Čop e Markovinović. A causa del pericolo e dei frequenti bombardamenti su Vinkovci, il Cibalia non può giocare nella sua città in quella stagione, quindi le partite interne vengono disputate cinque volte a Đakovo, quattro volte a Požega e una volta a Zagabria e Čakovec. Il primo gol del Cibalia in 1. HNL è segnato da Goran Meštrović.
Alla fine della stagione 1996-97 avviene la prima retrocessione dalla Prva HNL. Ma in due anni il club ritorna nella massima divisione e raggiunge la finale della Coppa di Croazia. L'avversario è l'Osijek, la data il 30 maggio 1999 ed il luogo lo Stadio Maksimir. Jure Jurić porta il Cibalia in vantaggio, ma allo scadere gli avversari pareggiano e, nei tempi supplementari in 11 contro 9, passa in vantaggio e conquista il trofeo. Il Cibalia fa il suo esordio nelle coppe europee nella Coppa Intertoto UEFA 2000; nel primo turno elimina i serbi del Obilić (3-1 e 1-1), ma nel secondo cede contro gli ungheresi del Tatabánya (2-3 e 0-0).
Il Cibalia fa la seconda appaarizione europea nella Coppa Intertoto UEFA 2003: dopo aver eliminato Shakhtyor (BLR) e Tampere United (FIN), deve arrendersi in semifinale contro i tedeschi del Wolfsburg che superano i "blu cielo" per un totale di 8-1. In campionato arriva la seconda retrocessione, sebbene anche stavolta la permanenza in seconda divisione sia di breve durata: nonostante una penalizzazione di 6 punti, il Cibalia domina il campionato e batte nettamente il Novalja, tornando così nella massima divisione.
Lo Stadio Cibalia viene rinnovato nel 2008 e nel 2010. Vengono installati i riflettori per le gare in notturna, viene creata una pista d'atletica, vengono posti nuovi seggiolini per le tribune est ed ovest, arrivano nuove panchine per i giocatori di riserva, viene allestita una tribuna VIP ed appare un nuovo megaschermo sulla tribuna sud. Altre migliorie vengono attuate nel 2018 in occasione della finale di Coppa di Croazia fra Dinamo e Hajduk, disputata proprio a Vinkovci.
Nel 2009 il club festeggia il 90º anniversario e per l'occasione la nazionale croata viene a disputare un incontro contro il Liechtenstein a Vinkovci il 14 ottobre.
Nella stagione 2009-10 il Cibalia raggiunge il suo punto più alto. Allenati da Stanko Mršić i "blu cielo" si piazzano al terzo posto a soli 5 punti dalla vincitrice Dinamo (se avessero vinto ad Osijek all'ultima giornata, sarebbero arrivati secondi). Questo piazzamento consente di partecipare alla UEFA Europa League 2010-2011, dove però vengono subito eliminati a sorpresa dai nordirlandesi del Cliftonville.
Nel 2011 il club diviene una società per azioni e l'azionista di maggioranza è il Comune di Vinkovci. Però questo cambiamento non porta miglioramenti significativi sul piano sportivo, così il Cibalia retrocede per la terza volta al termine della stagione 2012-13, sebbene solo un mese prima abbia disputato la semifinale di Coppa di Croazia. Per il ritorno nella massima serie bisogna aspettare il 25 maggio 2016 quando, nello scontro diretto allo Stadio Šubićevac, il Cibalia pareggia contro il Sebenico ed ottiene la promozione (i "blu cielo" avevano recuperato 11 punti di distacco sugli "arancioni").
Alla fine della stagione 2017-18 il club retrocede nuovamente, ma, a causa di problemi finanziari, non ottiene la licenza per la Druga HNL e quindi deve iscriversi in terza divisione. Comunque il Cibalia vince il campionato e nel maggio 2019 festeggia il 100º anniversario della fondazione ed ottiene la licenza per la seconda divisione.
Fonte : Sito ufficiale: storia del club

## Strutture

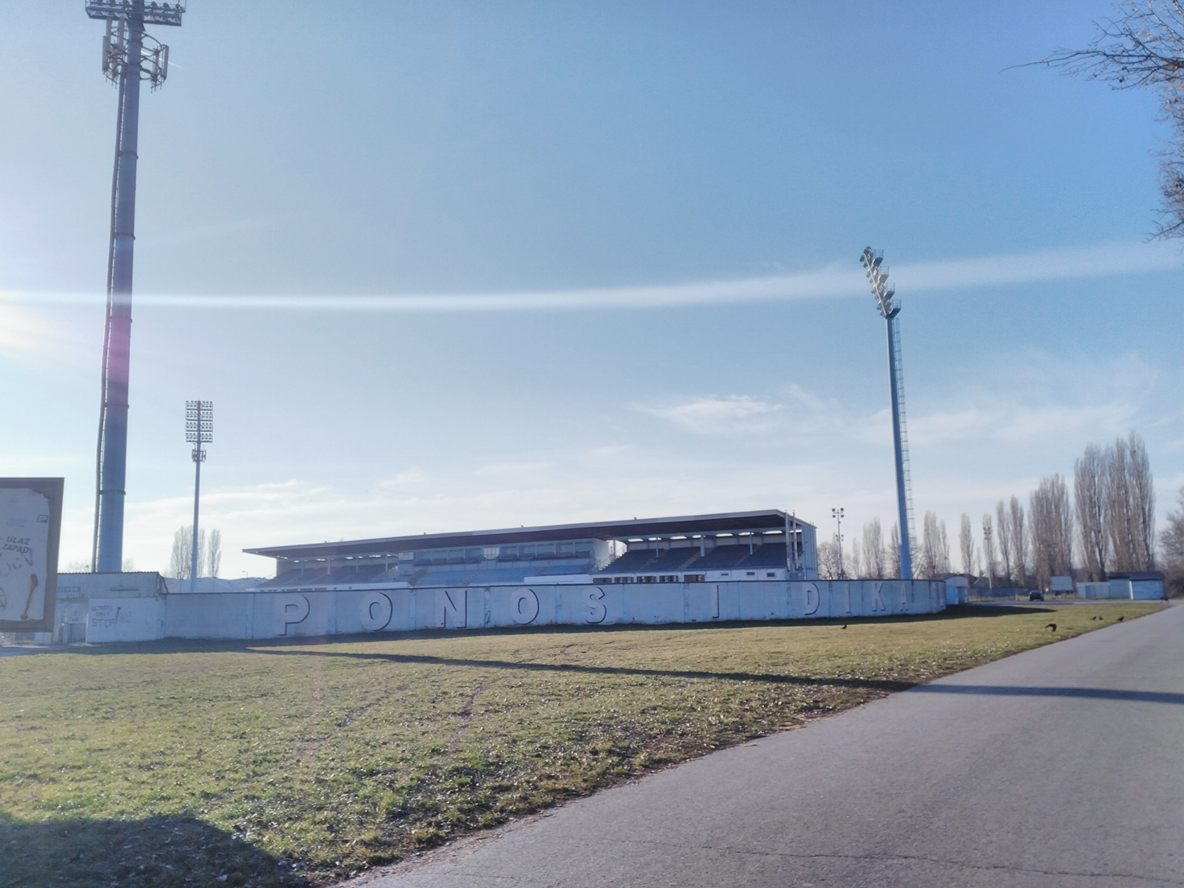
Stadion HNK Cibalia

### Stadio
Il club disputa le partite allo Stadion HNK Cibalia, un impianto con una capienza di 9958 posti. È stato costruito nel 1966 e fino al 1992 si è chiamato Stadion Mladosti (stadio della gioventù), nome comunemente usato dai tifosi anche oggi.RNK Split

## Allenatori e presidenti
| - Otto Barić - Dražan Jerković - Ivan Đalma Marković - Tonko Vukušić - Ivo Šušak - Martin Novoselac - Stipe Kedžo |  | - Mile Petković - Stanko Mršić - Tomislav Radić - Krasnodar Rora - Mijo Ručević - Srećko Lušić - Davor Mladina |  | - Davor Čop - Igor Štimac - Ivica Matković - Vjeran Simunić - Branko Karačić - Siniša Jalić - Samir Toplak |  |  |

## Calciatori
| - Sulejman Halilović - Martin Novoselac - Miroslav Tanjga - Mladen Bogdanović - Zdravko Borovnica - / Ivan Budinčević - Tomislav Ivković - Davor Čop |  | - / Josip Weber - Nikola Jerkan - Igor Štimac - Marjan Mrmić - Ivica Šesto - Nevres Zahirović - / Miralem Ibrahimović - Renato Jurčec |  | - Ivan Bošnjak - Mario Čutura - Ivan Lajtman - Christopher Greer - Aleksandar Stojanovski - / Amer Jukan - / Borislav Boško Tonković |  |

## Organico

### Rosa 2017-2018
Aggiornata al 1º settembre 2017.
| N. |                    | Ruolo | Calciatore         |
| -- | ------------------ | ----- | ------------------ |
| 1  | Croazia (bandiera) | P     | Zvonimir Šubarić   |
| 2  | Croazia (bandiera) | C     | Matej Karačić      |
| 3  | Croazia (bandiera) | D     | Petar Rubić        |
| 4  | Croazia (bandiera) | D     | Ivan Zgrablić      |
| 5  | Croazia (bandiera) | D     | Marko Karamarko    |
| 6  | Croazia (bandiera) | C     | Zvonimir Milić     |
| 7  | Croazia (bandiera) | C     | Luka Muženjak      |
| 8  | Croazia (bandiera) | D     | Frane Ikić         |
| 9  | Croazia (bandiera) | A     | Marko Dabro        |
| 10 | Croazia (bandiera) | C     | Marko Pervan       |
| 12 | Croazia (bandiera) | P     | Marko Ivkić        |
| 13 | Croazia (bandiera) | C     | Zvonimir Filipović |
| 15 | Croazia (bandiera) | C     | Mate Crnčević      |
| 17 | Croazia (bandiera) | C     | Hrvoje Plum        |
| 18 | Croazia (bandiera) | A     | Ante Kordić        |
| 20 | Croazia (bandiera) | A     | Marko Kraljević    |
| 21 | Croazia (bandiera) | C     | Valentino Stepčić  |
| 22 | Croazia (bandiera) | C     | Frane Vitaić       |

| N. |                               | Ruolo | Calciatore        |
| -- | ----------------------------- | ----- | ----------------- |
| 25 | Croazia (bandiera)            | A     | Marko Mlakic      |
| 26 | Croazia (bandiera)            | A     | Ivan Miličević    |
| 28 | Macedonia del Nord (bandiera) | C     | Armend Dalipi     |
| 93 | Croazia (bandiera)            | D     | Špiro Peričić     |
| 97 | Croazia (bandiera)            | A     | Ivan Galić        |
|    | Croazia (bandiera)            | A     | Frane Vojković    |
|    | Croazia (bandiera)            | D     | Benjamin Karaula  |
|    | Croazia (bandiera)            | P     | Stipe Nevistić    |
|    | Croazia (bandiera)            | P     | Ivan Brkić        |
|    | Croazia (bandiera)            | C     | Marijan Oršolić   |
|    | Croazia (bandiera)            | A     | Vlatko Šimunac    |
|    | Croazia (bandiera)            | P     | Mladen Matković   |
|    | Croazia (bandiera)            | D     | Lukas Ćuljak      |
|    | Croazia (bandiera)            | A     | Marko Martinković |
|    | Croazia (bandiera)            | C     | Matej Šorli       |
|    | Croazia (bandiera)            | D     | Fran Sutalo       |
|    | Croazia (bandiera)            | D     | Luka Kukrika      |

### Rosa 2016-2017
| N. |                    | Ruolo | Calciatore      |
| -- | ------------------ | ----- | --------------- |
| 2  | Croazia (bandiera) | D     | Matej Karacic   |
| 4  | Croazia (bandiera) | D     | Ivan Zgrablić   |
| 5  | Croazia (bandiera) | D     | Jure Jerbić     |
| 6  | Croazia (bandiera) | C     | Josip Tomašević |
| 7  | Croazia (bandiera) | C     | Marko Pervan    |
| 9  | Croazia (bandiera) | A     | Marko Dabro     |
| 13 | Croazia (bandiera) | A     | Edi Baša        |
| 15 | Croazia (bandiera) | C     | Mate Crnčević   |
| 17 | Croazia (bandiera) | C     | Luka Mijoković  |
| 18 | Croazia (bandiera) | D     | Filip Žderić    |
| 21 | Croazia (bandiera) | A     | Vlatko Šimunac  |
| 22 | Croazia (bandiera) | C     | Frane Vitaić    |
| 24 | Croazia (bandiera) | A     | Matej Grafina   |

| N. |                    | Ruolo | Calciatore         |
| -- | ------------------ | ----- | ------------------ |
| 26 | Croazia (bandiera) | A     | Marko Martinković  |
| 28 | Croazia (bandiera) | C     | Matija Mišić       |
| 89 | Croazia (bandiera) | P     | Mladen Matković    |
|    | Croazia (bandiera) | C     | Zvonimir Filipović |
|    | Croazia (bandiera) | C     | Mile Zelenika      |
|    | Israele (bandiera) | C     | Jamal Khatib       |
|    | Croazia (bandiera) | D     | Tomislav Čuljak    |
|    | Croazia (bandiera) | D     | Luka Muženjak      |
|    | Croazia (bandiera) | P     | Marko Ivkić        |
|    | Croazia (bandiera) | P     | Zvonimir Šubarić   |
|    | Croazia (bandiera) | D     | Fran Šutalo        |
|    | Croazia (bandiera) | C     | Florian Abramović  |

## Palmarès

### Competizioni nazionali
- Hrvatska republička liga: 1

1974-1975
- 2. Savezna liga: 1

1981-1982 (girone ovest)
- Druga hrvatska nogometna liga: 2

1997-1998 (girone Est), 2015-2016

### Competizioni giovanili
- Kup Hrvatske u nogometu za juniore: 1

2008-2009

### Altri piazzamenti
- 2. Savezna liga:

Terzo posto: 1979-1980 (girone ovest), 1980-1981 (girone ovest), 1987-1988 (girone ovest)
- Campionato croato:

Terzo posto: 2009-2010
- Coppa di Croazia:

Finalista: 1998-1999
Semifinalista: 1999-2000, 2003-2004, 2008-2009, 2010-2011, 2011-2012, 2012-2013
- Druga hrvatska nogometna liga:

Secondo posto: 2013-2014
- Coppa Intertoto UEFA:

Semifinalista: 2003

## Tifoseria
I tifosi più accesi del Cibalia sono i componenti degli Ultrasi. Il gruppo è nato nel 1982, l'anno dell'esordio della squadra in Prva liga jugoslava.